# نساي (ألبوم)
نساي: هو الألبوم السابع للمطربة شيرين عبد الوهاب. طُرح يوم 24 أكتوبر 2018، وتعاونت شيرين لإنتاج الألبوم مع موقع يوتيوب التابع لشركة جوجل باستخدام خاصية يوتيوب بريميم، والتي تُعد أحدث خاصية من جوجل، وتعتبر شيرين أول من يطلق ألبوم كامل مباشر باستخدام بريميم في الشرق الأوسط.
يعد نساي الألبوم الأكثر شهرة للمطربة شيرين. وقد صوّر منه أغنية "نساي" و"حبة جنة" على طريقة الفيديو كليب. ولا زالت أغاني الألبوم تحقق نجاحاً منقطع النظير. على سبيل المثال أغنية "كلام عينية" احتلت المرتبة الأول في قائمة بيلبورد، كما احتلت أغنية "الوتر الحساس" المرتبة الثانية، حتى شهر سبتمبر 2024، ولمدة 41 أسبوع بقت ضمن قائمة الأغاني الأكثر رواجاً.وقد دخل اسم شيرين موسوعة غينيس للأرقام القياسية بفضل بقاءها ضمن قوائم الأغاني الأكثر رواجاً لفترة طويلة.

## الأغاني
| العنوان      | كلمات         | ألحان           | توزيع        | عدد المشاهدات (يوتيوب) |
| ------------ | ------------- | --------------- | ------------ | ---------------------- |
| نساي         | تامر حسين     | تامر علي        | النابلسي     | 50 مليون.              |
| بحبك من زمان | محمد رفاعي    | جان صليبا       | النابلسي     | 20 مليون.              |
| بياعين الصبر | أمير طعيمة    | إيهاب عبدالواحد | النابلسي     | 8 مليون.               |
| ضعفي         | سلطان صلاح    | خالد عز         | نادر حمدي    | 23 مليون.              |
| حبه جنة      | محمد عاطف     | مدين            | أحمد إبراهيم | 350 مليون.             |
| الوتر الحساس | سعود الشربتلي | محمد رحيم       | توما         | 370 مليون.             |
| كلام عينيه   | أمير طعيمة    | مدين            | حسن الشافعي  | 115 مليون.             |
| ياريتها جت   | أمير طعيمة    | خالد عز         | نابلسي       | 4 مليون.               |
| زمان         | أمير طعيمة    | خالد عز         | نابلسي       | 10 مليون.              |
| كدابين       | أيمن بهجت قمر | خالد عز         | توما         | 300 مليون.             |
| طيبة وجدعة   | مصطفى حسن     | بلال سرور       | النابلسي     | 4 مليون.               |
| تاج راسك     | أمير طعيمة    | خالد عز         | حسن الشافعي  | 20 مليون.              |

## روابط خارجية
- ألبوم نساي على يوتيوب